# Instituto Catalán de las Mujeres
El Instituto Catalán de las Mujeres ([ICD]) (en idioma catalán= Institut Català de les Dones) es un organismo dependiente del gobierno de la Generalidad de Cataluña encargado de impulsar las políticas de igualdad entre hombres y mujeres. Fue creado en 1989 y está adscrito al Departamento de Igualdad y Feminismos. Tiene una sede central en Barcelona y cuatro oficinas informativas en Lérida, Tortosa, Gerona y Tarragona.

## Competencias
En el marco del  Estatuto de Autonomía de Cataluña, aprobado por la Ley Orgánica 6/2006, de 19 de julio, la Generalidad de Cataluña tiene competencias en políticas de  género. El Instituto Catalán de las Mujeres es el organismo del Gobierno que diseña, impulsa, coordina y evalúa las políticas de mujeres y para las mujeres que desarrolla la administración de la Generalidad. 
Se le han otorgado como principales competencias:
- Diseñar, coordinar e impulsar el Plan estratégico de políticas de igualdad de género de la Generalitat de Cataluña, y también hacer el seguimiento y la evaluación. Asistir a las administraciones públicas catalanas para incorporar la dimensión de género en el desarrollo de las políticas públicas.
- Recuperar de la memoria histórica de las mujeres y los feminismo para visibilizar las aportaciones y conocimientos de las mujeres y así incorporarlas en el canon universal.
- Investigar sobre las desigualdades de género desde el Observatorio de la Igualdad, que crea indicadores, estudios e informes sobre la situación de las mujeres en Cataluña.
- Promover el estudio sobre las mujeres mediante la información bibliográfica y documental del Centro de Documentación Joaquima Alemany y Roca.
- Apoyar a los entes locales en la planificación, ejecución y evaluación de las políticas de mujeres, así como en la red de Servicios de Información y Atención a las Mujeres (SIAD).
- Potenciar la participación de las mujeres y el asociacionismo por la defensa de sus intereses.
- Impulsar, coordinar y evaluar procesos de formación buscando la colaboración con el resto de departamentos y organismos de la Generalitat de Cataluña, municipios y entidades que representan la Administración local, los colegios profesionales y las entidades de mujeres.
- Velar por el cumplimiento de los convenios y los acuerdos internacionales y hacer posible la participación en los foros internacionales donde se trate la problemática.

## Servicios

### Atención a las mujeres
Aparte de las sedes territoriales del Instituto Catalán de las Mujeres, las mujeres en Cataluña tienen a su disposición una red de Servicios de información y atención a las mujeres (SIAD), de titularidad municipal o comarcal, donde se ofrece información, orientación y asesoramiento en todos los aspectos: ámbito laboral, social, personal, familiar y otros.

### Centro de Documentación
El Centro de Documentación y Biblioteca especializada promueve el estudio y la investigación sobre las mujeres mediante la información bibliográfica y documental. Forma parte de las Bibliotecas Especializadas de la Generalidad de Cataluña. Su fondo está constituido por más de 20.000 documentos sobre mujeres y estudios de género en cualquier tipología o soporte. Dispone de una hemeroteca con más de 300 títulos de publicaciones periódicas especializadas, y dos salas con puntos de consulta.

### Guía de entidades de mujeres
La Guía de entidades de mujeres de Cataluña ofrece información de entidades que trabajan específicamente en programas a favor de la igualdad y de la promoción de la mujer, así como de diversas asociaciones de mujeres del territorio catalán. El contenido ha sido elaborado a partir de la base de datos del ICD, que se actualiza periódicamente a partir de la información que facilitan las entidades.

### Normativa de género
El Instituto tiene la voluntad de visibilizar los derechos de las mujeres recogidos en diferentes marcos normativos, nacionales e internacionales, con especial atención a la normativa catalana. Esta base de datos quiere convertirse en una herramienta útil para profesionales y personas interesadas en la búsqueda, consulta y seguimiento de la legislación específica en materia de género y derechos de las mujeres.

### Subvenciones a entidades y locales
Convoca subvenciones a entidades para la realización de proyectos de utilidad pública o interés social para promover la igualdad efectiva de mujeres y hombres y subvenciones a locales para la implementación y desarrollo de las políticas de mujeres.

### Observatorio de la Igualdad de Género
Crea indicadores y dosieres estadísticos para dar a conocer las desigualdades que viven hombres y mujeres en Cataluña y trabaja por la introducción de la perspectiva de género interseccional en las estadísticas. Ha desarrollado junto al Instituto de Estadística de Cataluña un índice de igualdad de género, que en 2022 se situó en el 74,1 (siendo el 1 la máxima desigualdad y el 100 la máxima igualdad).

## Consejo Nacional de las Mujeres de Cataluña
El Consejo Nacional de Mujeres de Cataluña es el órgano colegiado de participación y consulta del Instituto Catalán de las Mujeres que integra las representaciones de las entidades que trabajan en programas en favor de la igualdad y la promoción de la mujer, así como las diferentes entidades de mujeres del territorio catalán, para las cuestiones vinculadas al Plan del Gobierno en materia de políticas de mujeres en los ámbitos político, social, cultural, económico y educativo.

## Presidentas
- 1997 - 1999 Joaquima Alemany i Roca
- 1999 - 2002 Margarida Àlvarez
- 2002 - 2003 Joana Ortega
- 2003 - 2006 Marta Selva
- 2006 - 2006 Sara Berbel
- 2007 - 2011 Marta Selva
- 2011 - 2016 Montserrat Gatell
- 2016 - 2017 Teresa Maria Pitarch
- 2017 - 2019 Núria Balada i Cardona[12]
- 2019 - 2021 Laura Martínez Portell[13]
- 2021 - actualidad Meritxell Benedí Altés[14]